# Konstancja Francuska
Konstancja Francuska (ur. 1078, zm. 14 września 1126) – francuska księżniczka, córka Filipa I oraz Berty Holenderskiej, księżna Antiochii.
W latach 1094–1105 była żoną Hugona hrabiego Szampanii. Po rozwodzie wyszła za mąż za Boemunda - jednego z przywódców I krucjaty. Urodziła Boemunda II. Po śmierci męża w 1111 przez 15 lat przebywała wraz z synem na ziemiach włoskich w Apulii i Kalabrii. Zmarła na kilka miesięcy przed jego powrotem do Księstwa Antiochii.